# Lövstorstövslända
Lövstorstövslända (Amphigerontia bifasciata) är en insektsart som först beskrevs av Pierre André Latreille 1799.  Lövstorstövslända ingår i släktet Amphigerontia och familjen storstövsländor. Arten är reproducerande i Sverige. Inga underarter finns listade i Catalogue of Life.